# Praça Jardim do Méier
Praça Jardim do Méier é um logradouro de uma área de intenso movimento entre as duas partes do bairro do Méier. Foi urbanizada em 1916, e hoje é cercada pelo Corpo de Bombeiros, Hospital Municipal Salgado Filho, a estação Méier da linha férrea do subúrbio e o Viaduto do Méier. Nesse meio, a praça foi projetada para ser a área verde mais relevante do bairro, o que se mantém até a atualidade.

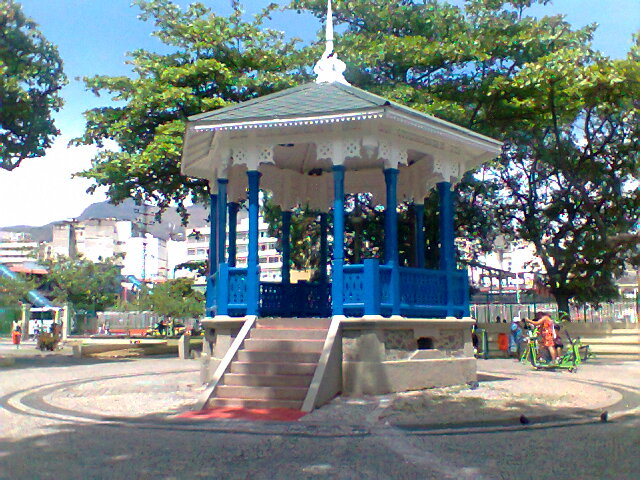
Localizada na Zona Norte do Rio, a Praça Jardim do Méier, é uma área de lazer que reúne todos os públicos

O nome da praça é em homenagem a Augusto Estrada Meyer que foi proprietário destas terras. Podemos encontrar algumas obras no local como os bustos do Barão do Rio Branco (incluída em 1926), de Aristides Caire um benfeitor do bairro, um busto de
Vênus em um canto isolado da praça e além do coreto de madeira, revitalizado, sendo um dos únicos 3 do gênero no Rio.
A praça foi idealizada numa antiga chácara desapropriada, pertencente a Bento Ribeiro. O projeto coube à Inspetoria de Matas e Jardins da Prefeitura, sob direção de Júlio Furtado, durante a gestão do prefeito Azevedo Sodré. Mas as obras não foram adiante. A execução da praça coube ao engenheiro e então prefeito André Gustavo Paulo de Frontin, que entrega a obra em prazo recorde de 92 dias, custando aos cofres municipais 62:433$850. Sua inauguração contou com banda de música, bandeirinhas, aclamação do nome do prefeito e grande quantidade de alunos de escolas municipais.

## Século XXI
Já são 100 anos de uma das mais charmosas áreas de lazer do subúrbio carioca. Palco de diversas comemorações e acontecimentos, o Jardim do Méier é o símbolo da Zona Norte e um refúgio na correria do dia a dia.  Desde sua inauguração, o jardim que tem 13 mil metros quadrados, , sofreu três grandes reformas. A última ocorreu em outubro de 2011 sob a responsabilidade da Secretaria Municipal de Conservação e serviços públicos da prefeitura. A recuperação do lago, os monumentos, a pintura do coreto e os jardins passaram por grandes transformações.  

## Começo da Igreja Universal do Reino de Deus
Foi nesta praça que o então jovem pastor Edir Macedo em 1977 começou a Igreja Universal do Reino de Deus, no coreto da praça do Méier.